# Сеоска кућа у Беочину
Сеоска кућа у Беочину, у Станковићевој улици бр. 4, припада типу сеоских стамбених објеката карактеристичних за подручје Срема 18. века. Представља непокретно културно добро као споменик културе од великог значаја.

## Изглед куће
Кућа је троделна, правоугаоне основе, челом окренута према улици, са типичним распоредом просторија у низу: соба - кухиња - соба. Трем је постављен на дужој дворишној страни. Саграђена је од набоја, на каменим темељима, а двосливни кров је првобитно био покривен трском која је замењена бибер - црепом. На кући се посебно истичу трем са зиданим луцима као и касетирана улазна врата од храстовине. У кухињи се испод отвореног оџака у време стављања под заштиту налазио зидани банак и штедњак. Затварањем отвореног оџака и изменама основне организације простора у знатној мери је нарушен првобитни изглед зграде, па је стога потребна њена реконструкција.